# Peña Bolística Beranga
La Peña Bolística Beranga es una peña de bolos fundada en 1961 en la localidad Beranga, en Hazas de Cesto (Cantabria). En la actualidad milita en la categoría de Segunda Especial, pero en los años 60 llegó a disputar la liga de Primera (máxima categoría del bolo palma) y Segunda.

## Historia
La Peña Bolística Beranga, conocida como Beranga Transportes Iñaki-J.L. Mardaras, y anteriormente como Prefabricados Beranga por cuestión de patrocinio, se fundó en 1961, a raíz de la creación de las competiciones de Liga en 1958. Tras dos años en Segunda Categoría, en 1963 disputó la Liga de Primera, máxima categoría nacional en la época. Después de descender esa misma temporada la peña se mantuvo entre la Segunda y la Tercera Categoría hasta 1987, cuando al acabar la temporada deja de competir. Hay que destacar que la PB Beranga fue posiblemente la primera que llevó publicidad en su camiseta merced a un convenio con Motos Bultaco en 1964.
Tras un parón de diez años la peña vuelve a la competición en 1998, haciéndose con el campeonato de Liga de Tercera Categoría y dando el salto a Segunda. Después de varias temporadas en Segunda, la temporada 2010 la cierra con el subcampeonato liguero y con el ascenso a Segunda Especial.
En la Copa Federación Española de Bolos de 2009 la peña cayó eliminada en primera ronda por la PB Solcantabria, perdiendo por 1-5 en Beranga y 6-0 en Sarón.

## Palmarés
- Campeón de Segunda (1): 1962
- Subcampeón de Segunda (2): 1961 y 2010
- Campeón de Tercera (1): 1998
- Una temporada en Primera: 1963.

## Últimas temporadas de la PB Beranga
Clasificación de la PB Beranga en las últimas ocho temporadas:
| Temporada | Categoría        | Puesto        | Notas   |
| --------- | ---------------- | ------------- | ------- |
| 2004      | Segunda          | 10º (Grupo 2) |         |
| 2005      | Segunda          | 10º (Grupo 2) |         |
| 2006      | Segunda          | 5º (Grupo 1)  |         |
| 2007      | Segunda          | 6º (Grupo 2)  |         |
| 2008      | Segunda          | 6º (Grupo 2)  |         |
| 2009      | Segunda          | 5º (Grupo 2)  |         |
| 2010      | Segunda          | 2º (Grupo 2)  | ascenso |
| 2011      | Segunda Especial | 12º (Grupo 2) |         |